# ناحیه بنونا، میشیگان
ناحیه بنونا (به انگلیسی: Benona Township) یک منطقهٔ مسکونی در ایالات متحده آمریکا است که در شهرستان اوشنا، میشیگان واقع شده‌است.
 ناحیه بنونا ۱۰۶٫۹ کیلومتر مربع مساحت و ۱٬۴۳۷ نفر جمعیت دارد و ۲۱۶ متر بالاتر از سطح دریا واقع شده‌است.